# Гранитное (Мариупольский район)
Гранитное (укр. Гранітне) — село (до 2011 — поселок) в Никольском районе Донецкой области Украины.
Население по переписи 2001 года составляло 285 человек. Почтовый индекс — 87042. Телефонный код — 6246. Код КОАТУУ — 1421781603. После российского вторжения на Украину село оккупировано Россией.

## Население
По данным переписи 2001 года население села составляло 285 человек:
1. 24,91 % — украинцы
2. 74,39 % — русские

## Местный совет
87042, Донецкая обл., Никольский р-н, с-ще Зоря, ул. Октябрьская, б. 5, 2-55-25